# Салли Каррера
Салли Каррера (англ. Sally Carrera) — вымышленный персонаж франшизы Pixar «Тачки». Салли — Porsche 911 Carrera 2002 года, чья личность смоделирована по образцу Дон Уэлч, владельца Rock Cafe в Оклахоме. Салли является городским адвокатом Радиатор-Спрингс, переехав туда из Калифорнии, где она была успешным адвокатом. Её озвучивает Бонни Хант.
Салли — возлюблённая гонщика Кубка Поршня Молнии Маккуина, которого она впервые встретила, когда он был приговорён к исправительным работам после разрушения главной дороги Радиатор-Спрингс. Салли убеждает судью, Дока Хадсона, приговорить Молнию к ремонту дороги. Салли также появляется в «Тачках 2» и «Тачках 3» в качестве второстепенного персонажа.

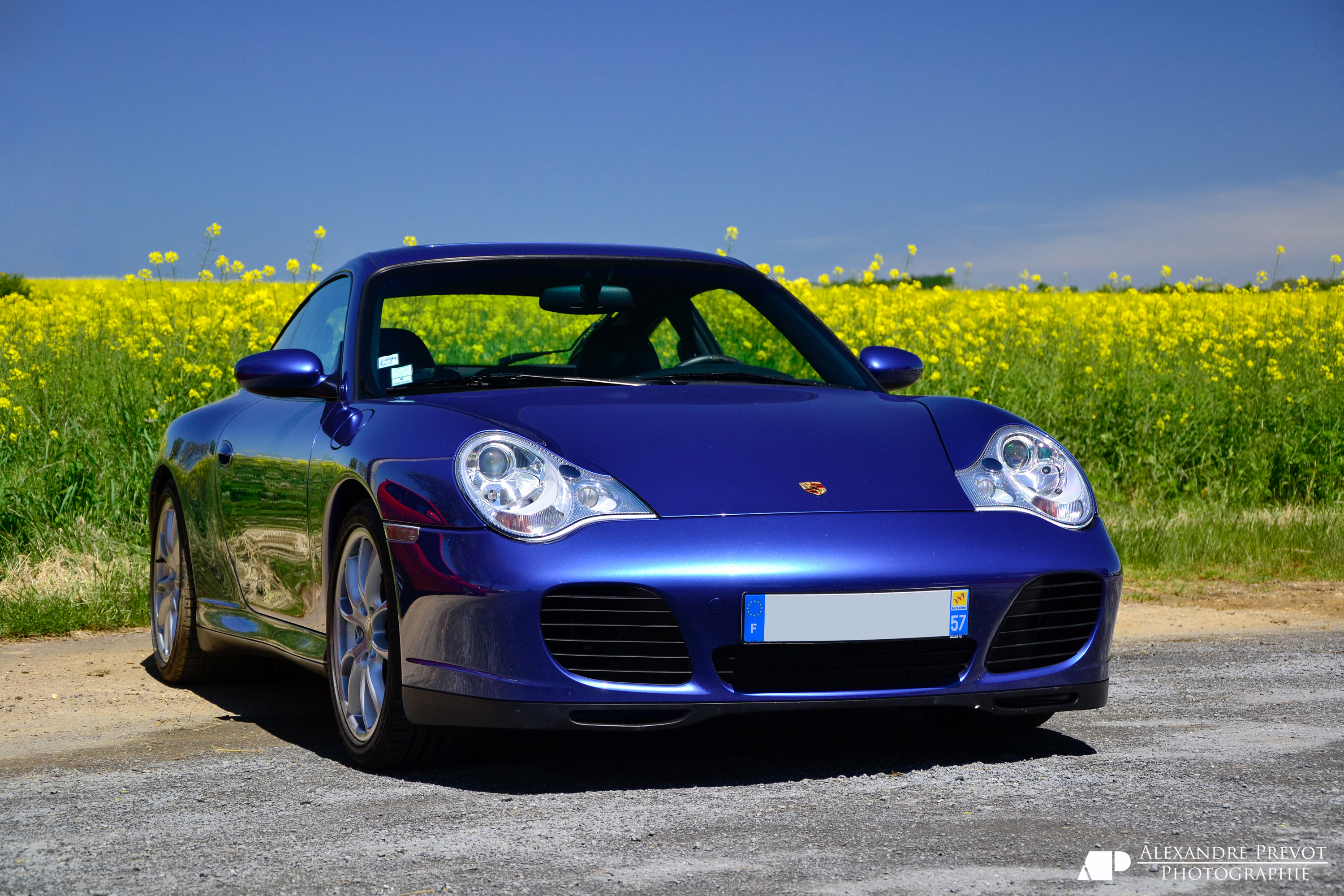
Porsche 996 Carrera 4S который использовался в качестве модели Салли

## Дизайн
Салли - Porsche 996 Carrera 2002 года на слегка укороченной колёсной базе с татуировкой в полоску на крышке двигателя. Изначально Pixar хотела более старый Porsche 911 для этой роли, но Боб Карлсон из Porsche убедил её сделать её последней моделью. Аниматоры, модельеры и звуковые команды Pixar получили доступ к реальным автомобилям Porsche 911, чтобы тщательно создать Салли в виде анимационной Porsche, которая выглядит, движется и реагирует аналогично реальному автомобилю.

«Это самое приятное тело, которое у меня когда-либо было на плёнке. Говорю вам, это роскошь. Я действительно думала, что они собираются выбрать меня в качестве Бьюика».— Бонни Хант, будучи Салли, Porsche
По словам режиссёра Джона Лассетера, «Салли — единственный современный автомобиль в городе Радиатор-Спрингс. Она красивая. Интересно, что люди в основном думают о Porsche как о мощном мужчине, но линии на Porsche настолько красивы, что они идеально подходят для персонажа Салли». Первоначально Салли должна была стать Ford Mustang, но аниматоры Pixar обнаружили, что большая решётка слишком похожа на усы.

## Предыстория
Личность Салли основана на Доун Уэлч из исторического Rock Café в 66-м шоссе в Оклахоме, стороннице продвижения и восстановления Страуда, Оклахома, после того, как было построено шоссе Turner Turnpike и город был сильно повреждён торнадо F3 в 1999 году. Уэлч уже давно путешествовала по пересечённой местности, продвигая 66-шоссе и закрепляя поддержку. Как и Салли, Дон Уэлч является относительным новичком на 66-м шоссе, покидая туристическую индустрию, чтобы купить Rock Café в 1993 году и внести его в Национальный реестр исторических мест в 2001 году.

«Мы встретили людей на 66-м шоссе и сначала подумали: „Что ты здесь делаешь? Вы путешествовали по миру. Ты образован. Вы говорите на трех языках. Но вы управляете рестораном посреди ниоткуда”. Но потом, после часа ужина с этим человеком, ты думаешь: „Ух ты, это идеально. Я так рад, что ты здесь, потому что ты поддерживаешь его в живых”»— Джонас Ривера, руководитель производства Pixar для «Тачек»